# Liste des représentants des États-Unis pour le Connecticut
L'État du Connecticut dispose de cinq représentants à la Chambre des représentants des États-Unis.

## Délégation au 118econgrès (2023-2025)
| District     | Nom          | Nom | Dates du mandat                            | Parti | Parti     |
| ------------ | ------------ | --- | ------------------------------------------ | ----- | --------- |
| 1er district | John Larson  |     | 3 janvier 1999 (26 ans, 2 mois et 6 jours) | 1     | Démocrate |
| 2e district  | Joe Courtney |     | 3 janvier 2007 (18 ans, 2 mois et 6 jours) | 2     | Démocrate |
| 3e district  | Rosa DeLauro |     | 3 janvier 1991 (34 ans, 2 mois et 6 jours) | 3     | Démocrate |
| 4e district  | Jim Himes    |     | 3 janvier 2009 (16 ans, 2 mois et 6 jours) | 4     | Démocrate |
| 5e district  | Jahana Hayes |     | 3 janvier 2019 (6 ans, 2 mois et 6 jours)  | 5     | Démocrate |

### Démographie
par parti politique
- cinq démocrates

par sexe
- trois hommes (démocrates)
- deux femmes (démocrates)

par ethnicité
- quatre Blancs
- une Afro-Américaine

par âge
- De 40 à 50 ans : 1
- De 50 à 60 ans : 1
- De 60 à 70 ans : 1
- De 70 à 80 ans : 2

par religion
- Catholicisme : trois
- Méthodisme : un
- Presbytérianisme : un

## Délégations historiques

### Depuis 1965
Le Voting Rights Act de 1965 interdit les districts at-large (sauf pour les États ne comptant qu'un élu). Un sixième district est donc créé. Il est supprimé après le recensement de l'an 2000.
| Congrès                  | 1er district            | 2e district          | 3e district              | 4e district               | 5e district              | 6e district              |
| ------------------------ | ----------------------- | -------------------- | ------------------------ | ------------------------- | ------------------------ | ------------------------ |
| 89e congrès (1965-1967)  | Emilio Q. Daddario (D)  | William St. Onge (D) | Robert Giaimo (D)        | Donald J. Irwin (D)       | John S. Monagan (D)      | Bernard F. Grabowski (D) |
| 90e congrès (1967-1969)  | Emilio Q. Daddario (D)  | William St. Onge (D) | Robert Giaimo (D)        | Donald J. Irwin (D)       | John S. Monagan (D)      | Thomas Meskill (R)       |
| 91e congrès              | Emilio Q. Daddario (D)  | William St. Onge (D) | Robert Giaimo (D)        | Lowell P. Weicker Jr. (R) | John S. Monagan (D)      | Thomas Meskill (R)       |
| (1969-1970)              | Emilio Q. Daddario (D)  | William St. Onge (D) | Robert Giaimo (D)        | Lowell P. Weicker Jr. (R) | John S. Monagan (D)      | Thomas Meskill (R)       |
| (1970-1971)              | Emilio Q. Daddario (D)  | Robert H. Steele (R) | Robert Giaimo (D)        | Lowell P. Weicker Jr. (R) | John S. Monagan (D)      | Thomas Meskill (R)       |
| 92e congrès (1971-1973)  | William R. Cotter (D)   | Robert H. Steele (R) | Robert Giaimo (D)        | Stewart B. McKinney (R)   | John S. Monagan (D)      | Ella T. Grasso (D)       |
| 93e congrès (1973-1975)  | William R. Cotter (D)   | Robert H. Steele (R) | Robert Giaimo (D)        | Stewart B. McKinney (R)   | Ronald A. Sarasin (R)    | Ella T. Grasso (D)       |
| 94e congrès (1975-1977)  | William R. Cotter (D)   | Christopher Dodd (D) | Robert Giaimo (D)        | Stewart B. McKinney (R)   | Ronald A. Sarasin (R)    | Toby Moffett (D)         |
| 95e congrès (1977-1979)  | William R. Cotter (D)   | Christopher Dodd (D) | Robert Giaimo (D)        | Stewart B. McKinney (R)   | Ronald A. Sarasin (R)    | Toby Moffett (D)         |
| 96e congrès (1979-1981)  | William R. Cotter (D)   | Christopher Dodd (D) | Robert Giaimo (D)        | Stewart B. McKinney (R)   | William R. Ratchford (D) | Toby Moffett (D)         |
| 97e congrès              | William R. Cotter (D)   | Sam Gejdenson (D)    | Lawrence J. DeNardis (R) | Stewart B. McKinney (R)   | William R. Ratchford (D) | Toby Moffett (D)         |
| (1981)                   | William R. Cotter (D)   | Sam Gejdenson (D)    | Lawrence J. DeNardis (R) | Stewart B. McKinney (R)   | William R. Ratchford (D) | Toby Moffett (D)         |
| (1982-1983)              | Barbara B. Kennelly (D) | Sam Gejdenson (D)    | Lawrence J. DeNardis (R) | Stewart B. McKinney (R)   | William R. Ratchford (D) | Toby Moffett (D)         |
| 98e congrès (1983-1985)  | Barbara B. Kennelly (D) | Sam Gejdenson (D)    | Bruce Morrison (D)       | Stewart B. McKinney (R)   | William R. Ratchford (D) | Nancy Johnson (R)        |
| 99e congrès (1985-1987)  | Barbara B. Kennelly (D) | Sam Gejdenson (D)    | Bruce Morrison (D)       | Stewart B. McKinney (R)   | John G. Rowland (R)      | Nancy Johnson (R)        |
| 100e                     | Barbara B. Kennelly (D) | Sam Gejdenson (D)    | Bruce Morrison (D)       | Stewart B. McKinney (R)   | John G. Rowland (R)      | Nancy Johnson (R)        |
| (1987)                   | Barbara B. Kennelly (D) | Sam Gejdenson (D)    | Bruce Morrison (D)       | Stewart B. McKinney (R)   | John G. Rowland (R)      | Nancy Johnson (R)        |
| (1987-1989)              | Barbara B. Kennelly (D) | Sam Gejdenson (D)    | Bruce Morrison (D)       | Chris Shays (R)           | John G. Rowland (R)      | Nancy Johnson (R)        |
| 101e congrès (1989-1991) | Barbara B. Kennelly (D) | Sam Gejdenson (D)    | Bruce Morrison (D)       | Chris Shays (R)           | John G. Rowland (R)      | Nancy Johnson (R)        |
| 102e (1991-1993)         | Barbara B. Kennelly (D) | Sam Gejdenson (D)    | Rosa DeLauro (D)         | Chris Shays (R)           | Gary Franks (R)          | Nancy Johnson (R)        |
| 103e congrès (1993-1995) | Barbara B. Kennelly (D) | Sam Gejdenson (D)    | Rosa DeLauro (D)         | Chris Shays (R)           | Gary Franks (R)          | Nancy Johnson (R)        |
| 104e congrès (1995-1997) | Barbara B. Kennelly (D) | Sam Gejdenson (D)    | Rosa DeLauro (D)         | Chris Shays (R)           | Gary Franks (R)          | Nancy Johnson (R)        |
| 105e congrès (1997-1999) | Barbara B. Kennelly (D) | Sam Gejdenson (D)    | Rosa DeLauro (D)         | Chris Shays (R)           | James H. Maloney (D)     | Nancy Johnson (R)        |
| 106e congrès (1999-2001) | John Larson (D)         | Sam Gejdenson (D)    | Rosa DeLauro (D)         | Chris Shays (R)           | James H. Maloney (D)     | Nancy Johnson (R)        |
| 107e congrès (2001-2003) | John Larson (D)         | Rob Simmons (R)      | Rosa DeLauro (D)         | Chris Shays (R)           | James H. Maloney (D)     | Nancy Johnson (R)        |
| 108e congrès (2003-2005) | John Larson (D)         | Rob Simmons (R)      | Rosa DeLauro (D)         | Chris Shays (R)           | Nancy Johnson (R)        |                          |
| 109e congrès (2005-2007) | John Larson (D)         | Rob Simmons (R)      | Rosa DeLauro (D)         | Chris Shays (R)           | Nancy Johnson (R)        |                          |
| 110e congrès (2007-2009) | John Larson (D)         | Joe Courtney (D)     | Rosa DeLauro (D)         | Chris Shays (R)           | Chris Murphy (D)         |                          |
| 111e congrès (2009-2011) | John Larson (D)         | Joe Courtney (D)     | Rosa DeLauro (D)         | Jim Himes (D)             | Chris Murphy (D)         |                          |
| 112e congrès (2011-2013) | John Larson (D)         | Joe Courtney (D)     | Rosa DeLauro (D)         | Jim Himes (D)             | Chris Murphy (D)         |                          |
| 113e congrès (2013-2015) | John Larson (D)         | Joe Courtney (D)     | Rosa DeLauro (D)         | Jim Himes (D)             | Elizabeth Esty (D)       |                          |
| 114e congrès (2015-2017) | John Larson (D)         | Joe Courtney (D)     | Rosa DeLauro (D)         | Jim Himes (D)             | Elizabeth Esty (D)       |                          |
| 115e congrès (2017-2019) | John Larson (D)         | Joe Courtney (D)     | Rosa DeLauro (D)         | Jim Himes (D)             | Elizabeth Esty (D)       |                          |
| 116e congrès (2019-2021) | John Larson (D)         | Joe Courtney (D)     | Rosa DeLauro (D)         | Jim Himes (D)             | Jahana Hayes (D)         |                          |
| 117e congrès (2021-2023) | John Larson (D)         | Joe Courtney (D)     | Rosa DeLauro (D)         | Jim Himes (D)             | Jahana Hayes (D)         |                          |
| 118e congrès (2023-2025) | John Larson (D)         | Joe Courtney (D)     | Rosa DeLauro (D)         | Jim Himes (D)             | Jahana Hayes (D)         |                          |

## Premières
- Clare Boothe Luce est la première femme de l'État à être élue au Congrès en 1943.
- Gary Franks est le premier Afro-Américain de l'État à être élu au Congrès en 1991.